# Großer Preis von Belgien 2010
Der Große Preis von Belgien 2010 (offiziell 2010 Formula 1 Belgian Grand Prix) fand am 29. August auf dem Circuit de Spa-Francorchamps in Spa statt und war das 13. Rennen der Formel-1-Weltmeisterschaft 2010.

## Berichte

### Hintergrund
Nach dem Großen Preis von Ungarn führte Mark Webber in der Fahrerwertung mit vier Punkten vor Lewis Hamilton und mit zehn Punkten vor Sebastian Vettel. In der Konstrukteurswertung führte Red Bull-Renault mit acht Punkten vor McLaren-Mercedes und mit 74 Punkten vor Ferrari.
Der Renault R30 wurde um einen F-Schacht erweitert.
Mit Michael Schumacher (sechsmal) und Felipe Massa (einmal) traten zwei ehemalige Sieger zu diesem Grand Prix an.

### Training
Im ersten freien Training, das auf nasser Strecke stattfand, erzielte Fernando Alonso die schnellste Runde. Hamilton belegte vor Robert Kubica den zweiten Platz.
Im zweiten freien Training, das unter abtrocknenden Bedingungen ausgetragen wurde, behielt Alonso die Spitzenposition vor Adrian Sutil und Hamilton.
Das dritte freie Training fand zunächst unter trockenen Bedingungen statt. Gegen Ende des Trainings fing es allerdings an zu regnen. Die schnellste Zeit erzielte Webber auf der trockenen Strecke. Hamilton und Vettel belegten die Plätze zwei und drei.

### Qualifying
Das Qualifying bestand aus drei Teilen mit einer Nettolaufzeit von 45 Minuten. Im ersten Qualifying-Segment (Q1) hatten die Fahrer 18 Minuten Zeit, um sich für das Rennen zu qualifizieren. Die besten 17 Fahrer erreichten den nächsten Teil. Das erste Qualifying-Segment wurde bereits nach zwei Minuten unterbrochen, da Witali Petrow ausgangs der elften Kurve auf den Randstein, der im Gegensatz zur Strecke noch nass war, kam, und sich von der Strecke drehte. Zum Neustart gingen alle Piloten sofort wieder auf die Strecke, da Regen für die nächsten Minuten angekündigt war. Nach einer Runde, in der sich einige Piloten aufgrund des anfangenden Regens drehten, wurde die Strecke so nass, dass alle an die Box mussten um auf Intermediates zu wechseln. Es regnete zwar nicht mehr, aber die Strecke war noch an einigen Stellen nass, sodass die Piloten erst am Ende wieder auf Slicks wechselten. Nico Rosberg kam am besten mit den Bedingungen zurecht und erzielte die schnellste Runde. Neben Petrow schieden Lucas di Grassi und Jarno Trulli sowie die HRT- und Sauber-Piloten, die beide in derselben Kurve von der Strecke abflogen, aus.
Im zweiten Abschnitt der Qualifikation (Q2) regnete es nicht mehr und es waren nur noch wenige Teile der Strecke feucht. Hamilton erzielte unter diesen Bedingungen die Bestzeit. Timo Glock, Heikki Kovalainen und Vitantonio Liuzzi sowie die Toro Rosso- und Mercedes-Piloten schieden aus.
Im dritten Segment (Q3) erzielte Webber die schnellste Runde und sicherte sich seine sechste Pole-Position vor Hamilton und Kubica. Da es zum Ende wieder leicht zu regnen anfing, konnte kein Pilot mehr die Zeit von Webber fahren. Rubens Barrichello qualifizierte sich als Siebter in Belgien zum 300. Mal für einen Grand Prix. Da er bei zwei Rennen beim Start zur Einführungsrunde stehen blieb, musste er aber noch zwei weitere Rennen auf seinen 300. Start warten.

### Rennen

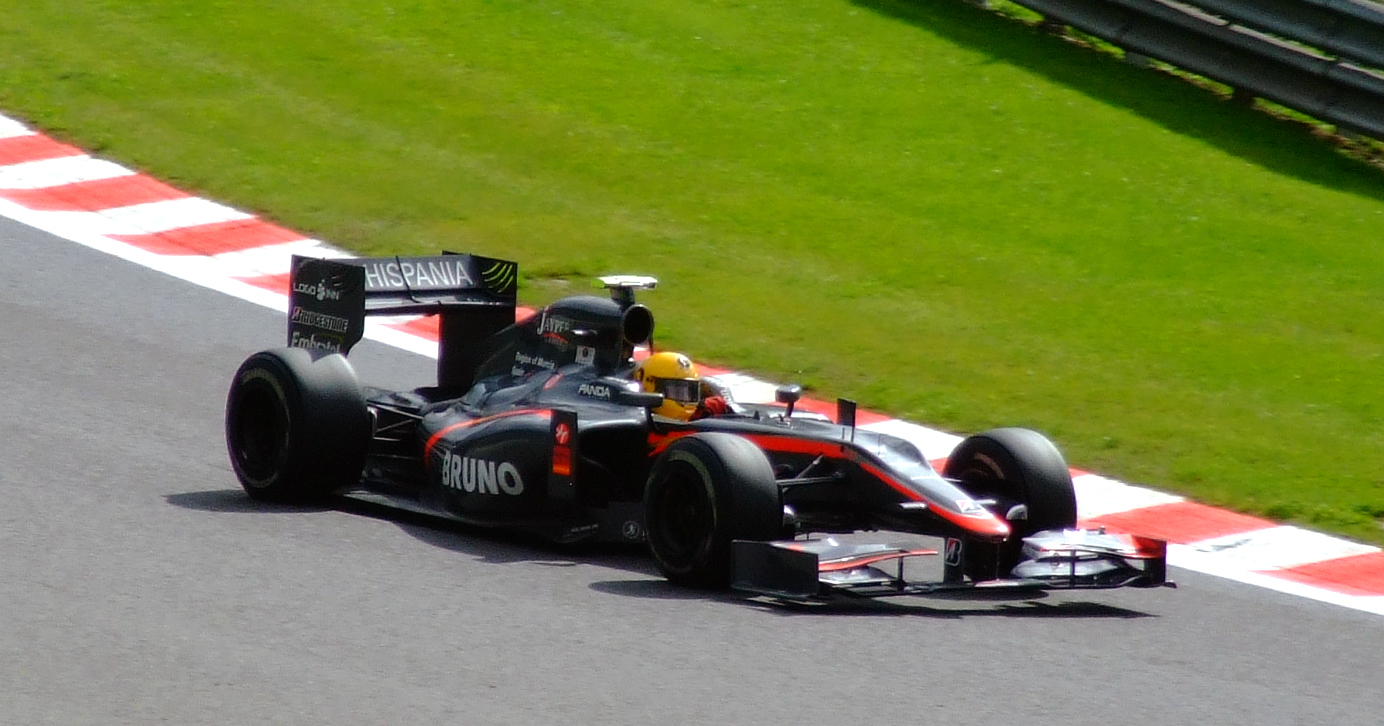
Bruno Senna fiel erneut aus

Der Start zum Großen Preis von Belgien fand unter trockenen Bedingungen statt. Webber, der auf der Pole-Position stand, kam nicht gut weg und fiel auf den fünften Platz zurück. Hamilton startete besser und übernahm die Führung vor Kubica und Button. Während der ersten Runde hatte es in den letzten Kurven angefangen leicht zu regnen. Die Strecke war daher in der Bus-Stop-Schikane feucht und mehrere Fahrer verpassten den Bremspunkt. Dabei fuhr Barrichello Alonso ins Heck und drehte den Ferrari-Piloten. Während Alonso nach einem Boxenstopp weiterfuhr, war das Rennen für Barrichello, der den Unfall verursacht hatte, beendet.
Nachdem Button an Kubica vorbei den zweiten Platz eingenommen hatte, kam das Safety-Car auf die Strecke um den Williams von Barrichello bergen zu können. Während der Safety-Car-Phase hörte der Regen in dem Streckenabschnitt wieder auf, und die Strecke trocknete schnell wieder ab. Alonso, der nach der Kollision auf Intermediates gewechselt hatte, kam nach dem Neustart erneut an die Box, um wieder auf Slicks zu wechseln. Beim Restart behielt Hamilton die Führung. Kubica verlor allerdings seinen dritten Platz an Vettel. Nach fünf Runden war das Rennen für Bruno Senna, der nach einem Dreher mit einem Aufhängungsschaden an der Box aufgab, beendet.
An der Spitze setzte sich Hamilton von seinem Teamkollegen, dessen Frontflügel leicht beschädigt war, ab. Button plante den Frontflügel beim Pflichtboxenstopp zu wechseln und blieb auf der Strecke. Vettel holte auf Button auf und setzte ihn unter Druck. Währenddessen arbeiteten sich die Mercedes-Piloten und Alonso wieder weiter nach vorne. Während die Mercedes-Piloten von hinten ins Rennen gehen mussten, war Alonso durch seine zwei Boxenstopps am Ende des Feldes zurückgefallen, und musste einige Piloten überholen. Allerdings kam Rosberg nicht durchgängig nach vorne. Petrow, der auch von weiter hinten starten musste, attackierte ihn auf der Kemmel-Geraden und überholte ihn nach Les Combes. Rosberg verlor dabei etwas Schwung und wurde in der Malmedy von seinem Teamkollegen Schumacher überholt, wobei es zu einer kleinen Berührung zwischen den Teamkollegen kam.

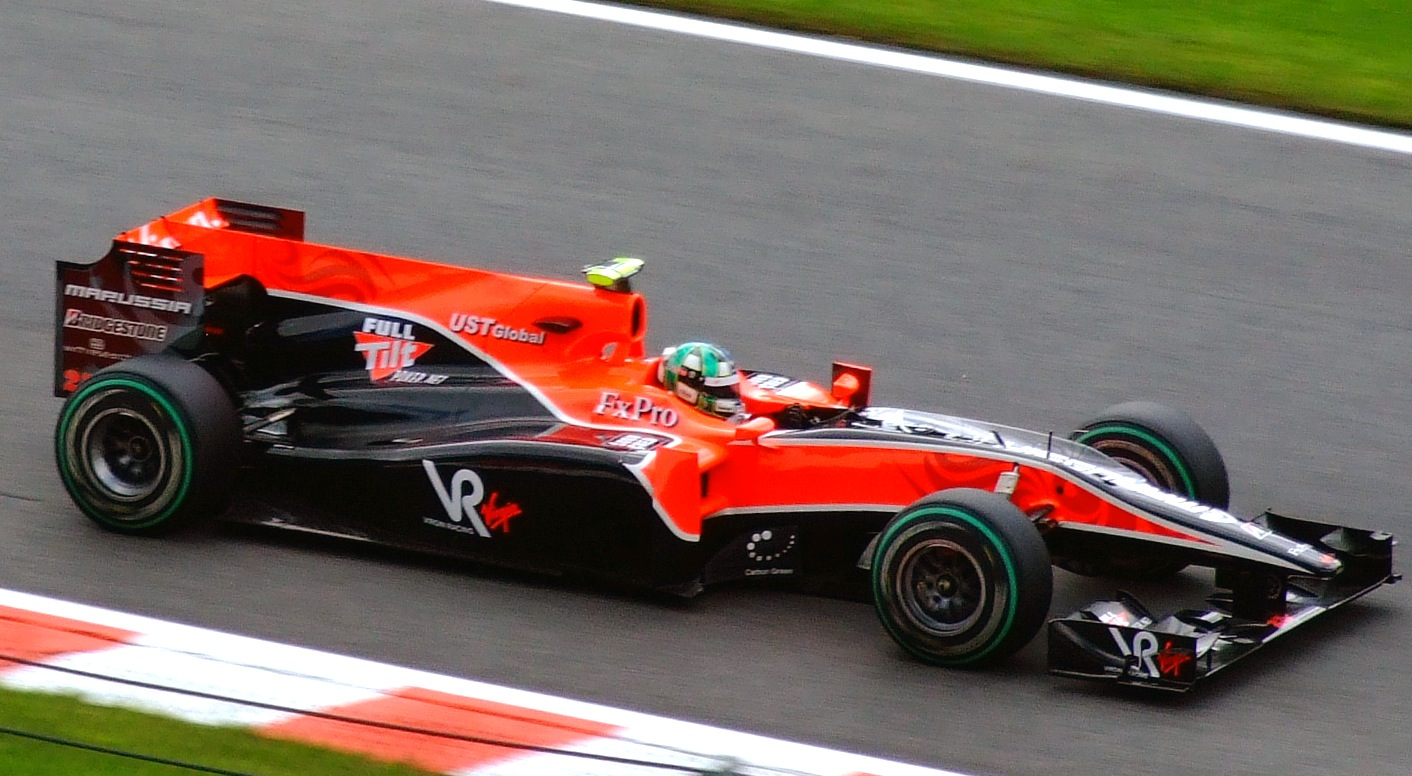
Lucas di Grassi fuhr auf den 17. Platz

Während sich hinter Button eine kleine Gruppe von Fahrzeugen bildete, fing es im hinteren Teil der Strecke erneut an leicht zu regnen. Nachdem Vettel ausgangs der Blanchimont dicht hinter Button gelegen war, versuchte er ein Überholmanöver. Dabei verlor der Red-Bull-Pilot die Kontrolle über sein Fahrzeug und fuhr frontal in den Kühler von Buttons McLaren. Vettel war in der Lage nach einem Boxenstopp weiterzufahren, Button musste das Rennen auf der Stelle beenden. Den zweiten Platz übernahm Kubica.
Nach dem Boxenstopp von Vettel, lag er hinter Liuzzi und überholte ihn nach der Bus-Stop-Schikane. Der Italiener konterte allerdings und überholte den Red-Bull-Piloten auf der Kemmel-Geraden zurück. Zu weiteren Positionskämpfen zwischen den beiden kam es aber zunächst nicht, da Vettel für seine Kollision mit Button eine Durchfahrtsstrafe erhielt.
Nachdem die führenden Piloten ihren Boxenstopp absolviert hatten, änderte sich nichts an der Reihenfolge und Hamilton vergrößerte seinen Vorsprung eher weiter. Vettel hatte seinen Rückstand auf Liuzzi nach einigen Runden bereits wieder aufgeholt und es kam erneut zum Duell zwischen den beiden. Diesmal ging Vettel zwar an Liuzzi vorbei, allerdings berührte der Italiener ein Hinterrad Vettels und der Reifen erlitt einen Schaden. Da sich der Zwischenfall in der letzten Kurve ereignete und er somit eine komplette Runde mit defektem Reifen zurück zur Box fahren musste, verlor Vettel viel Zeit.
Zehn Runden vor Rennende fing es wieder an zu regnen. Diesmal war der Regen aber so stark, dass alle Piloten auf Intermediates oder Regenreifen wechseln mussten. Die vier führenden Piloten blieben am längsten draußen und Hamilton hätte beinahe mit dieser Strategie alles verloren, da er ins Kiesbett rutschte. Er konnte es aber wieder verlassen und behielt seine Führung dank des größeren Vorsprungs auf Kubica. Diesmal kam es an der Box zu Verschiebungen, da Red Bull mit einem schnellen Boxenstopp Webber ermöglichte an Kubica vorbeizuziehen. Die Strategie der Mercedes-Piloten, die ihren Pflichtboxenstopp mit dem Wechsel auf Regenreifen verbanden, ging auf und beide Piloten lagen auch nach dem Boxenstopp im vorderen Mittelfeld.

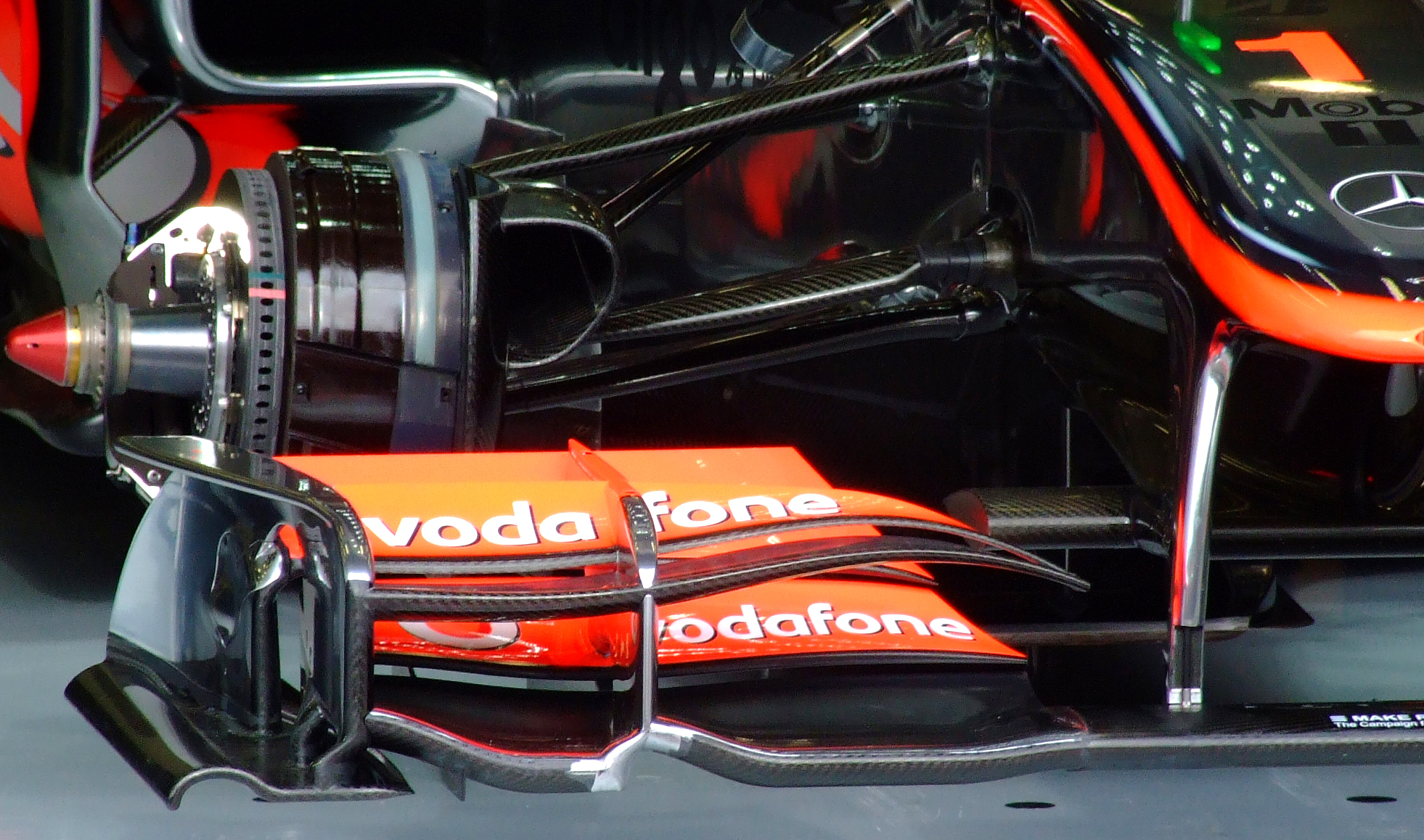
Teilansicht des McLaren-Frontflügels

Kurz vor Rennende kam es noch einmal zu einer Safety-Car-Phase, da sich Alonso gedreht hatte, und nach einem Einschlag in die Begrenzung wieder zurück auf die Strecke gedreht war. Hamilton verteidigte beim Restart allerdings souverän seine Führung. Zwischen den Mercedes-Piloten kam es nochmal zum teaminternen Duell und Rosberg ging an Schumacher vorbei. Das Manöver ereignete sich an derselben Stelle, wie das erste Duell der beiden Rennfahrer.
Schlussendlich gewann Hamilton mit einem Start-Ziel-Sieg zum dritten Mal in der Saison einen Grand Prix und zum 14. Mal ein Rennen in der Formel-1-Weltmeisterschaft. Webber kam als Zweiter ins Ziel. Kubica wurde Dritter, dies war zugleich der letzte Podestplatz in seiner Formel-1-Karriere. Massa, der ein unspektakuläres, aber fehlerfreies, Rennen fuhr, beendete das Rennen auf dem vierten Platz vor Sutil. Auf den Plätzen sechs und sieben kamen Rosberg und Schumacher ins Ziel. Während Rosberg sich im Rennen um acht Plätze verbessert hatte, machte Schumacher sogar 14 Positionen gut. Die weiteren Punkte gingen an Kamui Kobayashi, Petrow und Liuzzi, der von einer nachträglich verhängten 20-Sekunden-Strafe gegen Jaime Alguersuari, der eine Schikane ausgelassen hatte, profitierte.
In der Fahrerweltmeisterschaft wechselte die Führung wieder zu Hamilton. Webber belegte den zweiten Gesamtrang. Bei den Konstrukteuren holte McLaren-Mercedes zwar auf Red Bull-Renault auf, der Konstrukteur behielt aber die erste Position.

## Meldeliste
| Team                         | Nr. | Fahrer             | Chassis           | Motor                | Reifen |
| ---------------------------- | --- | ------------------ | ----------------- | -------------------- | ------ |
| Vodafone McLaren Mercedes    | 01  | Jenson Button      | McLaren MP4-25    | Mercedes-Benz 2.4 V8 | B      |
| Vodafone McLaren Mercedes    | 02  | Lewis Hamilton     | McLaren MP4-25    | Mercedes-Benz 2.4 V8 | B      |
| Mercedes GP Petronas F1 Team | 03  | Michael Schumacher | Mercedes MGP W01  | Mercedes-Benz 2.4 V8 | B      |
| Mercedes GP Petronas F1 Team | 04  | Nico Rosberg       | Mercedes MGP W01  | Mercedes-Benz 2.4 V8 | B      |
| Red Bull Racing              | 05  | Sebastian Vettel   | Red Bull RB6      | Renault 2.4 V8       | B      |
| Red Bull Racing              | 06  | Mark Webber        | Red Bull RB6      | Renault 2.4 V8       | B      |
| Scuderia Ferrari Marlboro    | 07  | Felipe Massa       | Ferrari F10       | Ferrari 2.4 V8       | B      |
| Scuderia Ferrari Marlboro    | 08  | Fernando Alonso    | Ferrari F10       | Ferrari 2.4 V8       | B      |
| AT&T Williams                | 09  | Rubens Barrichello | Williams FW32     | Cosworth 2.4 V8      | B      |
| AT&T Williams                | 10  | Nico Hülkenberg    | Williams FW32     | Cosworth 2.4 V8      | B      |
| Renault F1 Team              | 11  | Robert Kubica      | Renault R30       | Renault 2.4 V8       | B      |
| Renault F1 Team              | 12  | Witali Petrow      | Renault R30       | Renault 2.4 V8       | B      |
| Force India F1 Team          | 14  | Adrian Sutil       | Force India VJM03 | Mercedes-Benz 2.4 V8 | B      |
| Force India F1 Team          | 15  | Vitantonio Liuzzi  | Force India VJM03 | Mercedes-Benz 2.4 V8 | B      |
| Scuderia Toro Rosso          | 16  | Sébastien Buemi    | Toro Rosso STR5   | Ferrari 2.4 V8       | B      |
| Scuderia Toro Rosso          | 17  | Jaime Alguersuari  | Toro Rosso STR5   | Ferrari 2.4 V8       | B      |
| Lotus Racing                 | 18  | Jarno Trulli       | Lotus T127        | Cosworth 2.4 V8      | B      |
| Lotus Racing                 | 19  | Heikki Kovalainen  | Lotus T127        | Cosworth 2.4 V8      | B      |
| HRT F1 Team                  | 20  | Sakon Yamamoto     | HRT F110          | Cosworth 2.4 V8      | B      |
| HRT F1 Team                  | 21  | Bruno Senna        | HRT F110          | Cosworth 2.4 V8      | B      |
| BMW Sauber F1 Team           | 22  | Pedro de la Rosa   | Sauber C29        | Ferrari 2.4 V8       | B      |
| BMW Sauber F1 Team           | 23  | Kamui Kobayashi    | Sauber C29        | Ferrari 2.4 V8       | B      |
| Virgin Racing                | 24  | Timo Glock         | Virgin VR-01      | Cosworth 2.4 V8      | B      |
| Virgin Racing                | 25  | Lucas di Grassi    | Virgin VR-01      | Cosworth 2.4 V8      | B      |

## Klassifikationen

### Qualifying
| Pos. | Fahrer             | Konstrukteur         | Q1         | Q2       | Q3       | Start |
| ---- | ------------------ | -------------------- | ---------- | -------- | -------- | ----- |
| 01   | Mark Webber        | Red Bull-Renault     | 1:57,352   | 1:47,253 | 1:45,778 | 01    |
| 02   | Lewis Hamilton     | McLaren-Mercedes     | 1:56,706   | 1:46,211 | 1:45,863 | 02    |
| 03   | Robert Kubica      | Renault              | 1:56,041   | 1:47,320 | 1:46,100 | 03    |
| 04   | Sebastian Vettel   | Red Bull-Renault     | 1:58,487   | 1:47,245 | 1:46,127 | 04    |
| 05   | Jenson Button      | McLaren-Mercedes     | 1:57,981   | 1:46,790 | 1:46,206 | 05    |
| 06   | Felipe Massa       | Ferrari              | 1:58,323   | 1:47,322 | 1:46,314 | 06    |
| 07   | Rubens Barrichello | Williams-Cosworth    | 1:55,757   | 1:47,797 | 1:46,602 | 07    |
| 08   | Adrian Sutil       | Force India-Mercedes | 1:58,730   | 1:47,292 | 1:46,659 | 08    |
| 09   | Nico Hülkenberg    | Williams-Cosworth    | 1:55,442   | 1:47,821 | 1:47,053 | 09    |
| 10   | Fernando Alonso    | Ferrari              | 1:57,023   | 1:47,544 | 1:47,441 | 10    |
| 11   | Michael Schumacher | Mercedes             | 1:56,313   | 1:47,874 | –        | 21    |
| 12   | Nico Rosberg       | Mercedes             | 1:54,826   | 1:47,885 | –        | 14    |
| 13   | Jaime Alguersuari  | Toro Rosso-Ferrari   | 1:58,944   | 1:48,267 | –        | 11    |
| 14   | Vitantonio Liuzzi  | Force India-Mercedes | 2:01,102   | 1:48,680 | –        | 12    |
| 15   | Sébastien Buemi    | Toro Rosso-Ferrari   | 2:00,386   | 1:49,209 | –        | 16    |
| 16   | Heikki Kovalainen  | Lotus-Cosworth       | 2:01,343   | 1:50,980 | –        | 13    |
| 17   | Timo Glock         | Virgin-Cosworth      | 2:01,316   | 1:52,049 | –        | 20    |
| 18   | Jarno Trulli       | Lotus-Cosworth       | 2:01,491   | –        | –        | 15    |
| 19   | Kamui Kobayashi    | Sauber-Ferrari       | 2:02,284   | –        | –        | 17    |
| 20   | Bruno Senna        | HRT-Cosworth         | 2:03,612   | –        | –        | 18    |
| 21   | Sakon Yamamoto     | HRT-Cosworth         | 2:03,941   | –        | –        | 19    |
| 22   | Pedro de la Rosa   | Sauber-Ferrari       | 2:05,294   | –        | –        | 24    |
| 23   | Lucas di Grassi    | Virgin-Cosworth      | 2:18,754   | –        | –        | 22    |
| 24   | Witali Petrow      | Renault              | keine Zeit | –        | –        | 23    |

Anmerkungen
1. ↑  Schumacher erhielt beim letzten Grand Prix eine Startplatzstrafe von zehn Plätzen für dieses Rennen, da er Barrichello abgedrängt hatte.
2. ↑  Rosberg erhielt aufgrund eines Getriebewechsels eine Startplatzstrafe von fünf Plätzen.
3. ↑  Buemi wurde wegen Behinderns von Rosberg um drei Positionen nach hinten versetzt.
4. ↑  Glock wurde wegen Behinderns von Yamamoto um fünf Positionen nach hinten versetzt.
5. ↑  de la Rosa wurde auf den letzten Platz nach hinten versetzt, weil er vor dem Rennen bereits den neunten Motor der Saison eingebaut bekam und nur acht Motoren erlaubt waren.

### Rennen
| Pos. | Fahrer             | Konstrukteur         | Runden | Stopps | Zeit        | Start | Schnellste Runde |
| ---- | ------------------ | -------------------- | ------ | ------ | ----------- | ----- | ---------------- |
| 01   | Lewis Hamilton     | McLaren-Mercedes     | 44     | 2      | 1:29:04,268 | 02    | 1:49,069 (32.)   |
| 02   | Mark Webber        | Red Bull-Renault     | 44     | 2      | + 1,571     | 01    | 1:49,395 (32.)   |
| 03   | Robert Kubica      | Renault              | 44     | 2      | + 3,493     | 03    | 1:49,807 (29.)   |
| 04   | Felipe Massa       | Ferrari              | 44     | 2      | + 8,264     | 06    | 1:50,111 (26.)   |
| 05   | Adrian Sutil       | Force India-Mercedes | 44     | 2      | + 9,094     | 08    | 1:50,477 (25.)   |
| 06   | Nico Rosberg       | Mercedes             | 44     | 1      | + 12,359    | 14    | 1:51,688 (31.)   |
| 07   | Michael Schumacher | Mercedes             | 44     | 1      | + 15,548    | 21    | 1:51,914 (32.)   |
| 08   | Kamui Kobayashi    | Sauber-Ferrari       | 44     | 2      | + 16,678    | 17    | 1:51,749 (29.)   |
| 09   | Witali Petrow      | Renault              | 44     | 4      | + 23,851    | 23    | 1:51,175 (32.)   |
| 10   | Vitantonio Liuzzi  | Force India-Mercedes | 44     | 2      | + 34,831    | 12    | 1:52,267 (31.)   |
| 11   | Pedro de la Rosa   | Sauber-Ferrari       | 44     | 4      | + 36,019    | 24    | 1:52,537 (31.)   |
| 12   | Sébastien Buemi    | Toro Rosso-Ferrari   | 44     | 4      | + 39,895    | 16    | 1:52,966 (30.)   |
| 13   | Jaime Alguersuari  | Toro Rosso-Ferrari   | 44     | 3      | + 49,457    | 11    | 1:51,576 (31.)   |
| 14   | Nico Hülkenberg    | Williams-Cosworth    | 43     | 2      | + 1 Runde   | 09    | 1:51,864 (28.)   |
| 15   | Sebastian Vettel   | Red Bull-Renault     | 43     | 5      | + 1 Runde   | 04    | 1:50,868 (22.)   |
| 16   | Heikki Kovalainen  | Lotus-Cosworth       | 43     | 3      | + 1 Runde   | 13    | 1:55,797 (23.)   |
| 17   | Lucas di Grassi    | Virgin-Cosworth      | 43     | 1      | + 1 Runde   | 22    | 1:55,705 (25.)   |
| 18   | Timo Glock         | Virgin-Cosworth      | 43     | 3      | + 1 Runde   | 20    | 1:55,268 (31.)   |
| 19   | Jarno Trulli       | Lotus-Cosworth       | 43     | 1      | + 1 Runde   | 15    | 1:55,103 (24.)   |
| 20   | Sakon Yamamoto     | HRT-Cosworth         | 42     | 2      | + 2 Runden  | 19    | 1:55,484 (31.)   |
| –    | Fernando Alonso    | Ferrari              | 37     | 3      | DNF         | 10    | 1:51,374 (29.)   |
| –    | Jenson Button      | McLaren-Mercedes     | 15     | 0      | DNF         | 05    | 1:52,879 (06.)   |
| –    | Bruno Senna        | HRT-Cosworth         | 5      | 2      | DNF         | 18    | 2:20,201 (05.)   |
| –    | Rubens Barrichello | Williams-Cosworth    | 0      | 0      | DNF         | 07    | –                |

## WM-Stände nach dem Rennen
Die ersten zehn des Rennens bekamen 25, 18, 15, 12, 10, 8, 6, 4, 2 bzw. 1 Punkt(e).

### Fahrerwertung
| Pos. | Fahrer             | Konstrukteur         | Punkte |
| ---- | ------------------ | -------------------- | ------ |
| 01   | Lewis Hamilton     | McLaren-Mercedes     | 182    |
| 02   | Mark Webber        | Red Bull-Renault     | 179    |
| 03   | Sebastian Vettel   | Red Bull-Renault     | 151    |
| 04   | Jenson Button      | McLaren-Mercedes     | 147    |
| 05   | Fernando Alonso    | Ferrari              | 141    |
| 06   | Felipe Massa       | Ferrari              | 109    |
| 07   | Robert Kubica      | Renault              | 104    |
| 08   | Nico Rosberg       | Mercedes             | 102    |
| 09   | Adrian Sutil       | Force India-Mercedes | 45     |
| 10   | Michael Schumacher | Mercedes             | 44     |
| 11   | Rubens Barrichello | Williams-Cosworth    | 30     |
| 12   | Kamui Kobayashi    | Sauber-Ferrari       | 21     |
| 13   | Witali Petrow      | Renault              | 19     |

| Pos. | Fahrer            | Konstrukteur         | Punkte |
| ---- | ----------------- | -------------------- | ------ |
| 14   | Vitantonio Liuzzi | Force India-Mercedes | 13     |
| 15   | Nico Hülkenberg   | Williams-Cosworth    | 10     |
| 16   | Sébastien Buemi   | Toro Rosso-Ferrari   | 7      |
| 17   | Pedro de la Rosa  | Sauber-Ferrari       | 6      |
| 18   | Jaime Alguersuari | Toro Rosso-Ferrari   | 3      |
| 19   | Heikki Kovalainen | Lotus-Cosworth       | 0      |
| 20   | Karun Chandhok    | HRT-Cosworth         | 0      |
| 21   | Lucas di Grassi   | Virgin-Cosworth      | 0      |
| 22   | Jarno Trulli      | Lotus-Cosworth       | 0      |
| 23   | Bruno Senna       | HRT-Cosworth         | 0      |
| 24   | Timo Glock        | Virgin-Cosworth      | 0      |
| 25   | Sakon Yamamoto    | HRT-Cosworth         | 0      |

### Konstrukteurswertung
| Pos. | Konstrukteur         | Punkte |
| ---- | -------------------- | ------ |
| 01   | Red Bull-Renault     | 330    |
| 02   | McLaren-Mercedes     | 329    |
| 03   | Ferrari              | 250    |
| 04   | Mercedes             | 146    |
| 05   | Renault              | 123    |
| 06   | Force India-Mercedes | 58     |

| Pos. | Konstrukteur       | Punkte |
| ---- | ------------------ | ------ |
| 07   | Williams-Cosworth  | 40     |
| 08   | Sauber-Ferrari     | 27     |
| 09   | Toro Rosso-Ferrari | 10     |
| 10   | Lotus-Cosworth     | 0      |
| 11   | HRT-Cosworth       | 0      |
| 12   | Virgin-Cosworth    | 0      |